# 気まぐれONE WAY BOY
『気まぐれONE WAY BOY』（きまぐれワン・ウェイ・ボーイ）は、1983年9月1日に発売されたTHE GOOD-BYEのデビューシングルである。

## 概要
キャッチフレーズは「熱いロック・シーンは俺たちがつくる！」だった。

## 収録曲
| #         | タイトル                | 作詞      | 作曲       | 編曲         | 時間 |
| --------- | ----------------------- | --------- | ---------- | ------------ | ---- |
| 1.        | 「気まぐれONE WAY BOY」 | 橋本淳    | 山本寛太郎 | 甲斐正人     | 3:37 |
| 2.        | 「DANCE×3」             | 野村義男  | 曽我泰久   | THE GOOD-BYE | 1:55 |
| 合計時間: | 合計時間:               | 合計時間: | 合計時間:  | 合計時間:    | 5:32 |

## 楽曲の収録アルバム
- Hello! The Good-Bye（#1）
- OLDIES BUT Good-Buy!（#1、#2）
- Anthology 1983〜1990（#2）
- READY! STEADY!! THE GOOD-BYE!!!（#1）
- Hello! The Good-Bye（リマスター盤）（#1、#2）